# Смуга відчуження
Смуга відчуження (рос. полоса отчуждения, англ. alienation stripe, нім. Enteignungstreifen m) – 
- 1 Частина денної поверхні, виділена підприємству для розміщення транспортних комунікацій, будинків, споруд та ін. об'єктів. У межах С.в. звичайно забороняються непередбачені роботи і перебування сторонніх людей.
- 2. Простір по обидва боки шосейної або залізниці, вилучене з іншого землекористування та передане для експлуатації транспортникам, які організовують на ньому захист доріг від несприятливих метеорологічних факторів,